# El retorn del Ben
El retorn del Ben o El retorn d'en Ben (títol original en anglès, Ben Is Back) és una pel·lícula dramàtica estatunidenca del 2018 escrita i dirigida per Peter Hedges i protagonitzada per Julia Roberts, Lucas Hedges i Courtney B. Vance. La trama segueix una mare que intenta ajudar el seu fill addicte després que torni de la rehabilitació. S'ha doblat i subtitulat al català.
La pel·lícula es va estrenar al Festival Internacional de Cinema de Toronto el 8 de setembre de 2018 i es va estrenar a les sales el 7 de desembre de 2018 a càrrec d'LD Entertainment, Roadside Attractions i Lionsgate. La pel·lícula va rebre crítiques generalment favorables, que van elogiar les interpretacions de Hedges i Roberts, però va recaptar només 12 milions de dòlars per un pressupost de 13 milions de dòlars.